# Winnie Kiiza
Winifred Kiiza, née le 26 novembre 1972, est une enseignante et une femme politique ougandaise, qui a été la cheffe de l'opposition au Parlement ougandais, de mai 2016 à août 2018. Elle est également la députée représentant les femmes du district de Kasese au sein du Parlement ougandais, de 2016 à 2021.

## Biographie
Winifred Kiiza est née le 26 novembre 1972, dans le village de Nsenyi, dans le district de Kasese, dans le sud-ouest de l'Ouganda. Sa mère, Modesty Muke, est une partisane du parti politique Uganda Peoples Congress (UPC), tandis que son père, Kanyere Constance Muke, appartient au Parti démocrate (DP). Le père de Kiiza décéde lorsqu'elle a dix ans.
Elle fréquente différentes écoles primaires et lycées. Elle mène ensuite des études supérieures au  National College of Business Studies (NCBS), à Nakawa, Kampala, devenu le Makerere University Business School (MUBS), au sein de l’Université Makerere.
Rentrant dans la vie active, elle commence  à enseigner dans différents établissements, puis à travailler pour des entreprises : à l'époque de la construction de l'hôpital général de Bwera, elle travaille pour l'un des entrepreneurs, puis pour une société de guides touristiques dans le parc national Queen Elizabeth voisin. À partir de 1996, elle se consacre à plein temps à la politique. Elle siège au conseil local du district de Kasese, et y est réélue en 2001. Elle se présente à un mandat national :  au siège parlementaire des femmes du district de Kasese en 2006, sur la liste du principal parti d'opposition, le Forum pour le changement démocratique (FDC) (des sièges sont réservés aux représentantes féminines en Ouganda par la constitution de 1995). Son parti, le FDC, est longtemps dirigé par Kizza Besigye, un ancien combattant de la guérilla en brousse contre Idi Amin Dada, compagnon dans cette guérilla de Yoweri Museveni à l’époque, puis devenu son principal opposant. Yoweri Museven est en effet devenu président en 1986, et s’est accroché au pouvoir. Winnie Kiiza, élue députée en 2006 puis en 2011 et à nouveau en 2016,, n’a toujours connu à la présidence de l’Ouganda que Yoweri Museveni, et s’est notamment opposé aux modifications de constitution opérée par celui-ci pour se maintenir, comme en 2019.
En mai 2016, Winnie Kiiza, à l'âge de 44 ans, est nommée chef de l'opposition au parlement ougandais, première femme à occuper ce poste dans l'histoire du pays. Elle occupe ce poste jusqu’en août 2018,,.
Le 16 juillet 2020, elle annonce qu'elle ne cherchera pas à redevenir à nouveau membre du parlement ougandais, mettant fin à 15 ans et à trois mandats  successifs en tant que députée du district de Kasese. Elle est ensuite directrice de campagne nationale de Mugisha Muntu, le candidat de l'Alliance pour la transformation nationale (ANT) à l’Élection présidentielle ougandaise de 2021.